# Monleale
Monleale là một đô thị ở tỉnh Alessandria trong vùng Piedmont của Italia, có vị trí cách khoảng 100 km về phía đông của Torino và khoảng 30 km về phía đông của Alessandria. Tại thời điểm ngày 31 tháng 12 năm 2004, đô thị này có dân số 624 người và diện tích là 9,6 km².
Monleale giáp các đô thị: Berzano di Tortona, Montegioco, Montemarzino, Sarezzano, Volpedo, và Volpeglino.